# Liste der Marktgemeinden in der Steiermark
Die Liste enthält alle 122 Marktgemeinden (Stand 1. Oktober 2015) im österreichischen Bundesland Steiermark (Jahreszahlen vollständig ab 1945).
| Markt                           | Bezirk                 | Nennung     | Markt seit     | Einwohner (2024) | Fläche in km² | Bemerkung |
| ------------------------------- | ---------------------- | ----------- | -------------- | ---------------- | ------------- | --- |
| Admont                          | Liezen                 | 1040 (?)    | 1418 / 1443    | 4.906            | 300,02        | |
| Aflenz                          | Bruck-Mürzzuschlag     | 1066        | 1458           | 2.461            | 55,11         | |
| Altenmarkt bei Sankt Gallen     | Liezen                 |             |                | 804              | 43,38         | |
| Anger                           | Weiz                   | 1140        | 1389           | 3.988            | 53,84         | |
| Arnfels                         | Leibnitz               | 1200        | 1280           | 982              | 4,21          | |
| Bad Mitterndorf                 | Liezen                 |             | 1979           | 4.935            | 196,17        | |
| Bad Schwanberg                  | Deutschlandsberg       | 1053        | 1278           | 4.413            | 124,25        | seit 2020 „Bad“ |
| Bad Waltersdorf                 | Hartberg-Fürstenfeld   |             | 1928           | 3.948            | 52,13         | |
| Birkfeld                        | Weiz                   | 1265        | 1265           | 4.975            | 89,67         | |
| Breitenau am Hochlantsch        | Bruck-Mürzzuschlag     |             | 1989           | 1.577            | 62,45         | |
| Burgau                          | Hartberg-Fürstenfeld   | 1367        | 1424           | 1.090            | 20,00         | |
| Deutschfeistritz                | Graz-Umgebung          | 1147        | 1583           | 4.464            | 56,98         | |
| Dobl-Zwaring                    | Graz-Umgebung          |             | 2000           | 3.767            | 37,66         | entstand 2015 u. a. aus der Marktgem. Dobl                                                                         |
| Edelschrott                     | Voitsberg              |             | 1995           | 1.632            | 87,81         | |
| Eggersdorf bei Graz             | Graz-Umgebung          |             | 1928           | 7.243            | 49,22         | |
| Ehrenhausen an der Weinstraße   | Leibnitz               | 1240        | 1624           | 2.408            | 20,25         | |
| Eibiswald                       | Deutschlandsberg       | 1255        | 1278           | 6.301            | 152,13        | |
| Feldkirchen bei Graz            | Graz-Umgebung          |             | 1974           | 7.287            | 11,56         | |
| Frauental an der Laßnitz        | Deutschlandsberg       |             | 1985           | 3.213            | 15,55         | |
| Gaishorn am See                 | Liezen                 |             | 1960           | 1.340            | 76,83         | |
| Gamlitz                         | Leibnitz               |             | 1959           | 3.195            | 36,81         | |
| Gleinstätten                    | Leibnitz               |             | 1980           | 2.810            | 21,91         | |
| Gnas                            | Südoststeiermark       | 1220        | 1516           | 5.977            | 81,37         | |
| Gössendorf                      | Graz-Umgebung          |             | 2004           | 4.237            | 7,18          | |
| Grafendorf bei Hartberg         | Hartberg-Fürstenfeld   |             | 1964           | 3.257            | 45,69         | |
| Gralla                          | Leibnitz               |             | 2015           | 2.883            | 12,14         | |
| Gratkorn                        | Graz-Umgebung          |             |                | 8.310            | 34,56         | |
| Gratwein-Straßengel             | Graz-Umgebung          | 1188        | 1479           | 12.879           | 86,62         | entstand 2015 u. a. aus den Marktgem. Gratwein u. Judendorf-Straßengel                                             |
| Gröbming                        | Liezen (Exp. Gröbming) | 1170        | 1350           | 3.202            | 66,95         | |
| Großklein                       | Leibnitz               |             | 1991           | 2.228            | 27,72         | |
| Groß Sankt Florian              | Deutschlandsberg       | 1136        | vor 1380       | 4.095            | 48,80         | |
| Halbenrain                      | Südoststeiermark       |             | 1985           | 1.694            | 38,71         | |
| Haus                            | Liezen (Exp. Gröbming) | 1074        | 1450           | 2.445            | 83,01         | |
| Hausmannstätten                 | Graz-Umgebung          |             | 1987           | 3.777            | 6,81          | |
| Heiligenkreuz am Waasen         | Leibnitz               |             | 1984           | 2.920            | 26,32         | |
| Hitzendorf                      | Graz-Umgebung          |             | 1967           | 7.360            | 48,82         | |
| Ilz                             | Hartberg-Fürstenfeld   | 1544        |                | 3.778            | 39,26         | |
| Irdning-Donnersbachtal          | Liezen                 | 1145        | 1564           | 4.202            | 199,61        | entstand 2015 u. a. aus der Marktgem. Irdning                                                                      |
| Jagerberg                       | Südoststeiermark       |             | 1982           | 1.611            | 29,03         | |
| Kaindorf                        | Hartberg-Fürstenfeld   |             | 1998           | 3.003            | 27,87         | |
| Kalsdorf bei Graz               | Graz-Umgebung          |             | 1966           | 8.662            | 15,09         | |
| Kalwang                         | Leoben                 |             | 1929           | 997              | 67,16         | |
| Kammern im Liesingtal           | Leoben                 |             | 2010           | 1.673            | 58,86         | |
| Kirchbach-Zerlach               | Südoststeiermark       |             | 1932           | 3.189            | 39,05         | entstand 2015 u. a. aus der Marktgem. Kirchbach in Steiermark als Kirchbach in der Steiermark, 2016 Namensänderung |
| Klöch                           | Südoststeiermark       |             | 1989           | 1.155            | 16,40         | |
| Kobenz                          | Murtal                 |             | 2007           | 2.082            | 17,65         | |
| Kraubath an der Mur             | Leoben                 |             | 2003           | 1.368            | 27,44         | |
| Krieglach                       | Bruck-Mürzzuschlag     |             | 1929           | 5.404            | 93,80         | |
| Kumberg                         | Graz-Umgebung          |             | 1964           | 3.922            | 29,27         | |
| Langenwang                      | Bruck-Mürzzuschlag     | 1232        | 1972           | 3.901            | 76,07         | |
| Lannach                         | Deutschlandsberg       |             | 1994           | 3.668            | 19,84         | |
| Laßnitzhöhe                     | Graz-Umgebung          |             | 1999           | 2.881            | 14,81         | |
| Lebring-Sankt Margarethen       | Leibnitz               |             | 1994           | 2.281            | 7,60          | |
| Leutschach an der Weinstraße    | Leibnitz               | 1170        | 1458           | 3.536            | 75,63         | |
| Lieboch                         | Graz-Umgebung          |             | 1979           | 5.581            | 11,76         | |
| Ligist                          | Voitsberg              | 1273        | 1564           | 3.218            | 34,62         | |
| Maria Lankowitz                 | Voitsberg              |             |                | 2.692            | 104,29        | |
| Markt Hartmannsdorf             | Weiz                   |             | 1964           | 2.996            | 29,29         | |
| Mautern in Steiermark           | Leoben                 |             |                | 1.667            | 108,70        | |
| Mettersdorf am Saßbach          | Südoststeiermark       |             | 1998           | 1.360            | 22,69         | |
| Mooskirchen                     | Voitsberg              | 1138        | 1553           | 2.191            | 17,97         | |
| Mühlen                          | Murau                  |             | 1995           | 865              | 50,80         | |
| Neuberg an der Mürz             | Bruck-Mürzzuschlag     |             | 1996           | 2.301            | 274,82        | |
| Neudau                          | Hartberg-Fürstenfeld   |             | 1959           | 1.542            | 13,66         | |
| Neumarkt in der Steiermark      | Murau                  | 1235        | 1235           | 4.875            | 163,52        | |
| Niklasdorf                      | Leoben                 |             | 1998           | 2.340            | 15,20         | |
| Obdach                          | Murtal                 | um 1190     | vor 1329       | 3.783            | 159,24        | |
| Öblarn                          | Liezen (Exp. Gröbming) |             | 1968           | 1.915            | 70,10         | |
| Paldau                          | Südoststeiermark       |             | 1988           | 3.095            | 39,12         | |
| Passail                         | Weiz                   | 1220–1240   | 1328           | 4.379            | 73,59         | |
| Peggau                          | Graz-Umgebung          |             | vor 1576       | 2.413            | 11,21         | |
| Pinggau                         | Hartberg-Fürstenfeld   |             | 1931           | 3.094            | 59,00         | |
| Pischelsdorf am Kulm            | Weiz                   | 1203        | 1403           | 3.862            | 28,15         | |
| Pölfing-Brunn                   | Deutschlandsberg       |             | 1986           | 1.576            | 6,16          | |
| Pöllau                          | Hartberg-Fürstenfeld   | 1263        | 1283           | 5.931            | 88,17         | |
| Pölstal                         | Murtal                 | 1265        | um 1280        | 2.536            | 270,63        | entstand 2015 u. a. aus der Marktgem. Oberzeiring                                                                  |
| Pöls-Oberkurzheim               | Murtal                 |             | 2004           | 2.793            | 62,60         | entstand 2015 u. a. aus der Marktgem. Pöls                                                                         |
| Preding                         | Deutschlandsberg       | 1202        | 1462           | 1.916            | 18,20         | |
| Premstätten                     | Graz-Umgebung          |             | 1980           | 7.081            | 29,08         | entstand 2015 u. a. aus der Marktgem. Unterpremstätten als Unterpremstätten-Zettling, 2016 Namensänderung          |
| Raaba-Grambach                  | Graz-Umgebung          |             | 2000           | 4.983            | 14,65         | entstand 2015 u. a. aus der Marktgem. Raaba                                                                        |
| Riegersburg                     | Südoststeiermark       | 1160        | 1265           | 5.005            | 71,20         | |
| Sankt Anna am Aigen             | Südoststeiermark       |             | 1952           | 2.375            | 32,66         | |
| Sankt Barbara im Mürztal        | Bruck-Mürzzuschlag     |             | 1984           | 6.444            | 112,59        | entstand 2015 u. a. aus den Marktgem. Mitterdorf im Mürztal u. Veitsch                                             |
| Sankt Gallen                    | Liezen                 | 1150        | 1397           | 1.803            | 129,65        | |
| Sankt Georgen an der Stiefing   | Leibnitz               | 1290        | um 1400        | 1.602            | 18,72         | |
| Sankt Lambrecht                 | Murau                  | 12./13. Jh. | 1342 / 1458    | 1.791            | 70,41         | |
| Sankt Lorenzen im Mürztal       | Bruck-Mürzzuschlag     |             | 1984           | 3.775            | 38,08         | |
| Sankt Marein bei Graz           | Graz-Umgebung          |             |                | 3.758            | 41,57         | |
| Sankt Marein im Mürztal         | Bruck-Mürzzuschlag     |             | 1968           | 2.875            | 29,49         | |
| Sankt Margarethen an der Raab   | Weiz                   | 1267        | 2010           | 4.209            | 43,10         | |
| Sankt Michael in Obersteiermark | Leoben                 |             | 1983           | 3.091            | 56,09         | |
| Sankt Nikolai im Sausal         | Leibnitz               |             | 2004           | 2.336            | 26,18         | |
| Sankt Peter am Kammersberg      | Murau                  |             | um 1300        | 1.973            | 84,61         | |
| Sankt Peter am Ottersbach       | Südoststeiermark       |             | 1974           | 2.897            | 48,34         | |
| Sankt Peter-Freienstein         | Leoben                 |             | 1999           | 2.320            | 27,35         | |
| Sankt Ruprecht an der Raab      | Weiz                   | 860         | 1452           | 5.668            | 41,11         | |
| Sankt Stefan im Rosental        | Südoststeiermark       |             | 1954           | 3.788            | 43,03         | |
| Sankt Veit in der Südsteiermark | Leibnitz               |             |                | 2.366            | 39,95         | |
| Scheifling                      | Murau                  |             | 1978           | 2.145            | 57,40         | |
| Schwarzautal                    | Leibnitz               |             | 1998           | 2.366            | 39,95         | entstand 2015 u. a. aus der Marktgem. Wolfsberg im Schwarzautal                                                    |
| Seckau                          | Murtal                 | 1140        | 1273           | 1.322            | 46,27         | |
| Semriach                        | Graz-Umgebung          | 1237        | 1320           | 3.202            | 60,34         | |
| Sinabelkirchen                  | Weiz                   |             | 1997           | 4.485            | 37,09         | |
| Stainach-Pürgg                  | Liezen                 |             | 1985           | 2.711            | 73,10         | entstand 2015 u. a. aus der Marktgem. Stainach                                                                     |
| Stainz                          | Deutschlandsberg       | 1177        | 1253 oder 1372 | 8.656            | 92,46         | |
| Stallhofen                      | Voitsberg              |             | 1986           | 3.211            | 27,28         | |
| Straden                         | Südoststeiermark       |             | 1973           | 3.450            | 56,34         | |
| Straß in Steiermark             | Leibnitz               |             |                | 5.749            | 32,73         | entstand 2015 u. a. aus der Marktgem. Straß in Steiermark als Straß-Spielfeld, 2016 Namensänderung                 |
| Thal                            | Graz-Umgebung          |             | 1995           | 2.498            | 18,60         | |
| Thörl                           | Bruck-Mürzzuschlag     |             | 1994           | 2.169            | 166,43        | |
| Tieschen                        | Südoststeiermark       |             | 1998           | 1.210            | 18,10         | |
| Turnau                          | Bruck-Mürzzuschlag     |             | 1960           | 1.538            | 134,10        | |
| Übelbach                        | Graz-Umgebung          | 1230        | 1265           | 2.075            | 94,52         | |
| Unzmarkt-Frauenburg             | Murtal                 |             |                | 1.260            | 36,57         | |
| Vasoldsberg                     | Graz-Umgebung          |             | 2007           | 4.789            | 27,97         | |
| Vorau                           | Hartberg-Fürstenfeld   | 1149        | 1283           | 4.624            | 80,83         | |
| Vordernberg                     | Leoben                 | 1388        | 1453           | 923              | 27,74         | |
| Wagna                           | Leibnitz               |             | 1984           | 6.525            | 12,99         | |
| Weißkirchen in Steiermark       | Murtal                 | 1266        | 1453           | 4.801            | 149,62        | |
| Wettmannstätten                 | Deutschlandsberg       |             | 1973           | 1.670            | 17,97         | |
| Wies                            | Deutschlandsberg       |             | 1920           | 4.286            | 76,44         | |
| Wildon                          | Leibnitz               | 1173 (Burg) | um 1253        | 5.749            | 32,73         | |

## Ehemalige Marktgemeinden in der Steiermark
| Ehemaliger Markt       | Gemeinde                 | Bezirk             | Nennung    | Markt von | Markt bis | Einwohner (Jahr) | Bemerkung                 |
| ---------------------- | ------------------------ | ------------------ | ---------- | --------- | --------- | ---------------- | ------------------------- |
| Bad Gams               | Deutschlandsberg         | Deutschlandsberg   | 1100       | 1978      | 2014      | 2.288 (2014)     |                           |
| Göss                   | Leoben                   | Leoben             |            |           | 1938      | 2.987 (1934)     |                           |
| Gratwein               | Gratwein-Straßengel      | Graz-Umgebung      | 1188       | 1479      | 2014      | 3.587 (2014)     |                           |
| Hohenbrugg             | Hohenbrugg-Weinberg      | Südoststeiermark   | 1305       | 1515      | 1967      |                  | Marktrecht 1524 bestätigt |
| Judendorf-Straßengel   | Gratwein-Straßengel      | Graz-Umgebung      | 860 / 1147 | 1984      | 2014      | 5.302 (2014)     |                           |
| Kaindorf an der Sulm   | Leibnitz                 | Leibnitz           |            | 1999      | 2014      | 2.451 (2014)     |                           |
| Mitterdorf im Mürztal  | Sankt Barbara im Mürztal | Bruck-Mürzzuschlag |            | 1984      | 2014      | 2.414 (2014)     |                           |
| Oberaich               | Bruck an der Mur         | Bruck-Mürzzuschlag |            | 1999      | 2014      | 2.961 (2014)     |                           |
| Veitsch                | Sankt Barbara im Mürztal | Bruck-Mürzzuschlag |            | 1981      | 2014      | 2.814 (2014)     |                           |
| Weißenbach an der Enns | Sankt Gallen             | Liezen             | 12. Jh.    | 1980      | 2014      | 550 (2014)       |                           |